# Ню Джърси Девилс
Ню Джърси Девилс е отбор от НХЛ. Отборът е печелил Купа Стенли 3 пъти -през 1995, 2000 и 2003.
Предишни имена на тима са Канзас Сити Скаутс и Колорадо Рукис.
Отборът официално е преименуван на Ню Джърси Девилс на 29 юни, 1982.
Първият мач на тогавашния Канзас Сити Скаутс е на 9 октомври, 1974 срещу Канзас Сити Мисури. Скаутс губят 6 – 2.

## Известни играчи
- Мартин Бродюр
- Скот Нидермайер
- Кърк Мюлер
- Сергей Брилин
- Петър Сикора